# Gültige Publikation
Als gültige Publikation (valid publication) bezeichnet man in der Botanik eine bestimmte Form der Veröffentlichung eines wissenschaftlichen Namens, damit diese (und damit der wissenschaftliche Name) anerkannt wird. Die Gültigkeit bezieht sich nur auf die Form und den Namen, eine Aussage über den Inhalt der Veröffentlichung wird damit nicht getroffen.
An eine solche Veröffentlichung werden ganz bestimmte Bedingungen gestellt, die im Internationalen Code der Botanischen Nomenklatur (ICNafp) in den Artikeln 32-45 aufgezählt sind. 
Nötig sind unter anderem:
- Eine Diagnose oder Beschreibung oder ein Hinweis auf eine solche (Bei deren Nichtvorhandensein handelt es sich um ein Nomen nudum, einen wissenschaftlich nicht anerkannten Namen).
- Seit dem 1. Januar 1935 muss die Diagnose oder Beschreibung in lateinischer Sprache abgefasst sein.
- Seit dem 1. Januar 1958 ist außerdem noch die Angabe des nomenklatorischen Typus erforderlich.

Das Datum einer gültigen Publikation ist für die Priorität maßgebend. 
Die korrekte Orthographie eines Namens ist die bei der ersten gültigen Publikation gebrauchte (es sei denn, dass Druckfehler oder orthographische Irrtümer berichtigt werden). Als „orthographischer Irrtum“, der zu korrigieren ist, wird die Verwendung der Endung -eranus statt -erianus bei Epitheta, die von Personennamen auf -er abgeleitet sind, angesehen; korrekt ist also: barkerianus, hookerianus, kramerianus, sanderianus, schillerianus, schroederianus, spicerianus, spindlerianus, walkerianus usw.